# Luís Fabiano Clemente
Luís Fabiano Clemente (Campinas, São Paulo; 8 de novembre del 1980) és un futbolista brasiler retirat que jugava com a davanter. Va destacar pel seu pas pel Sevilla FC, São Paulo FC i la selecció brasilera.

## Palmarès
São Paulo FC
- Torneig Rio-São Paulo: 2001

FC Porto
- Copa Intercontinental: 2004

Sevilla FC
- Copa de la UEFA: 2006, 2007
- Supercopa europea: 2006
- Copa del Rei: 2007
- Supecopa espanyola: 2007
- Copa del Rei: 2009-10

Selecció del Brasil
- Copa Amèrica: 2004
- Copa Confederacions: 2009

Individual
- Màxim golejador de la Série A brasilera: 2002
- Bola de Prata: 2003
- Mâxim golejador del Campionat paulista: 2003
- Màxim golejador de la Copa Libertadores: 2004
- Màxim golejador de la Copa Confederacions: 2009
- Pilota de Plata de la Copa Confederacions: 2009